# Kim Green (virologista)
Kim Yarbrough Green (nascida em 1955) é uma virologista norte-americana. Ela é chefe da seção de calicivírus no laboratório de doenças infecciosas do Instituto Nacional de Alergia e Doenças Infecciosas. Ela pesquisa norovírus em doenças humanas, prevenção de doenças e estratégias de controle.

## Educação
Green obteve o seu Ph.D. do Centro de Ciências da Saúde da Universidade do Tennessee, no departamento de microbiologia e imunologia. A sua dissertação é intitulada Caracterização do antígeno do vírus da rubéola.

## Carreira
Em 1986, Green ingressou no laboratório de doenças infecciosas do Instituto Nacional de Alergia e Doenças Infecciosas. Green é a chefe da seção de calicivírus.
Ela é membro da Sociedade Americana de Virologia, da Sociedade Americana de Microbiologia e do grupo de estudos Caliciviridae do Comité Internacional de Taxonomia de Vírus.

### Pesquisa
A pesquisa de Green tem-se concentrado no estudo de vírus associados à gastroenterite. O seu programa de pesquisa abordou o papel dos norovírus em doenças humanas, com ênfase no desenvolvimento de estratégias de prevenção e controle.